# Історія Ботсвани
«Ботсвана» термін, який також використовується для позначення всіх громадян Ботсвани, які відносяться до основної етнічної групи країни (плем'я тсвана в Південній Африці). До європейських контактів, племена ботсвана жили як пастухи та фермери під племінною владою.

## До контактів з європейцями
Між 200—500 н. е. бантумовні племена, які жили в провінції Катанга (сьогодні частина ДРК і Замбії) перетнули річку Лімпопо, вступаючи в область сьогодні відому як Південна Африка, цей процес відомий, як міграції племен Банту.
Існували 2 основні хвилі імміграції до Південної Африки; Нгуні і Сото-Цвана. Перша хвиля переселенців заселила східні прибережні райони, тоді як друга — перш за все, район, відомий сьогодні як Хігвельд (Highveld) — велике і відносно високе центральне плато в Південній Африці.

До 1000 р була завершена колонізація східної половини Південної Африки (але не Західного Північного Кейпу, які, як вважають, були населені хоасанськими племенами до голландської колонізації). Бантумовне суспільство було надзвичайно децентралізованим і феодальним, організованим на базі кораалів (розширений клан), на чолі головою плем протекторат

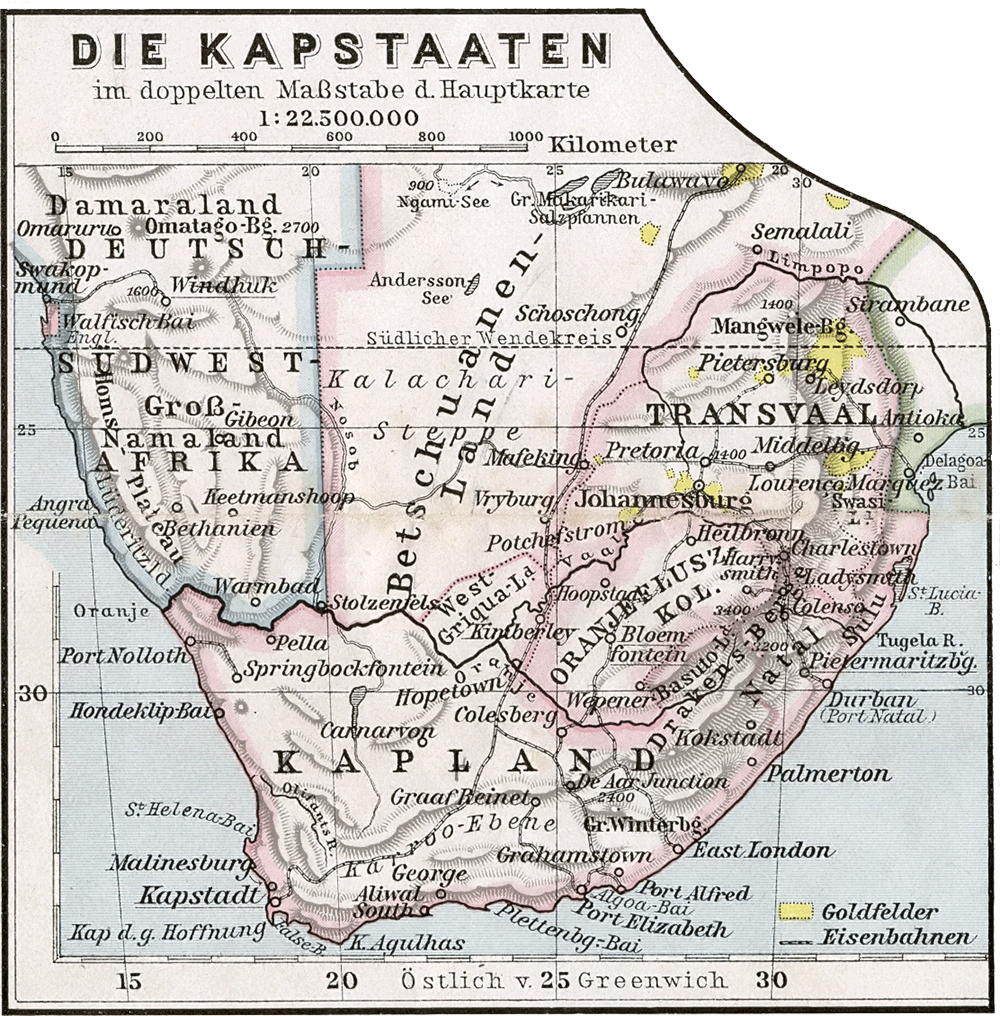
Німецька мапа з 1905 р., яка зображує ще не поділену територію Бечуаналенду

## Протекторат Бечуаналенд

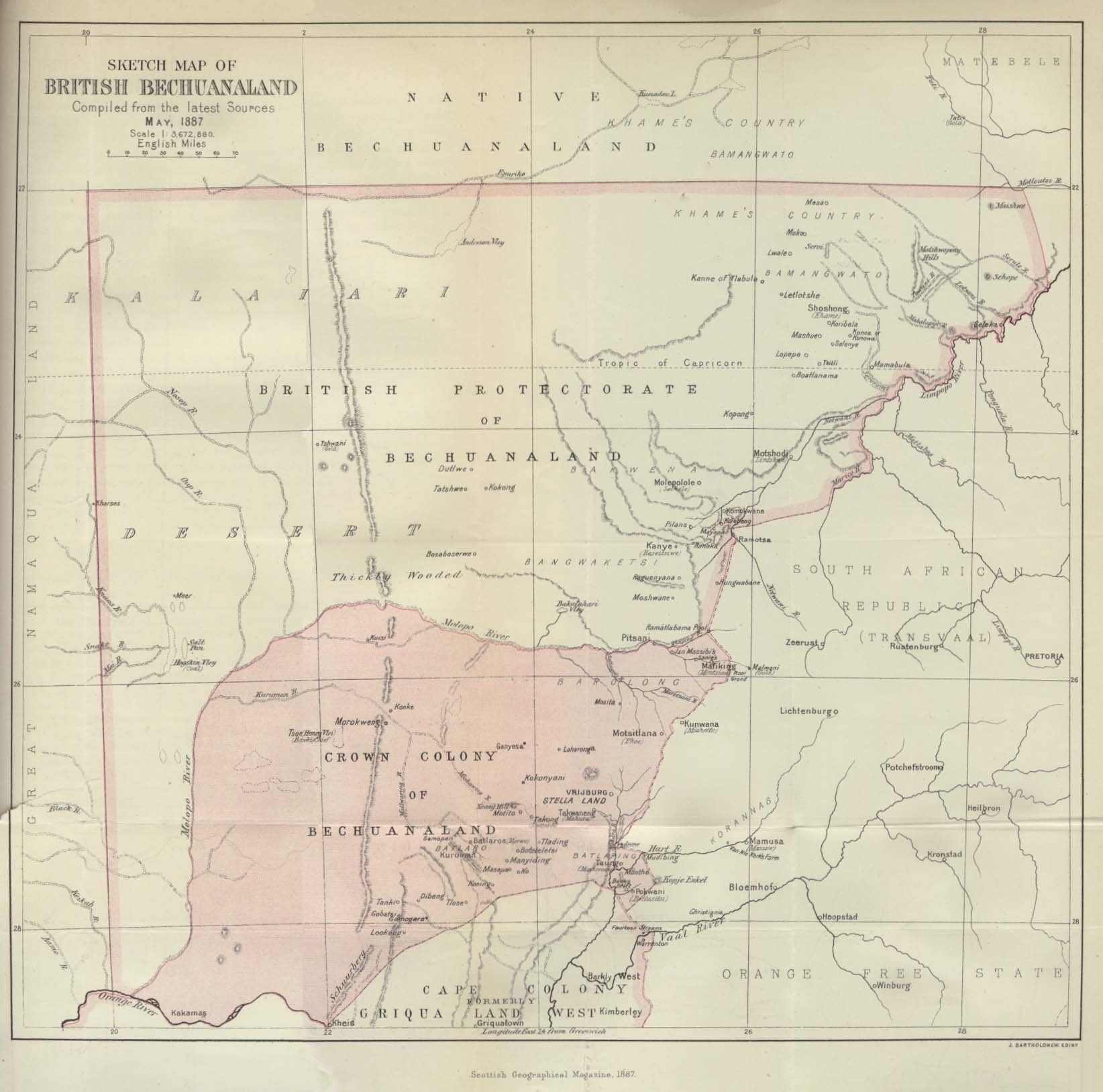
Мапа 1887 р. що зображує частину Бечуаналенду під британським протекторатом

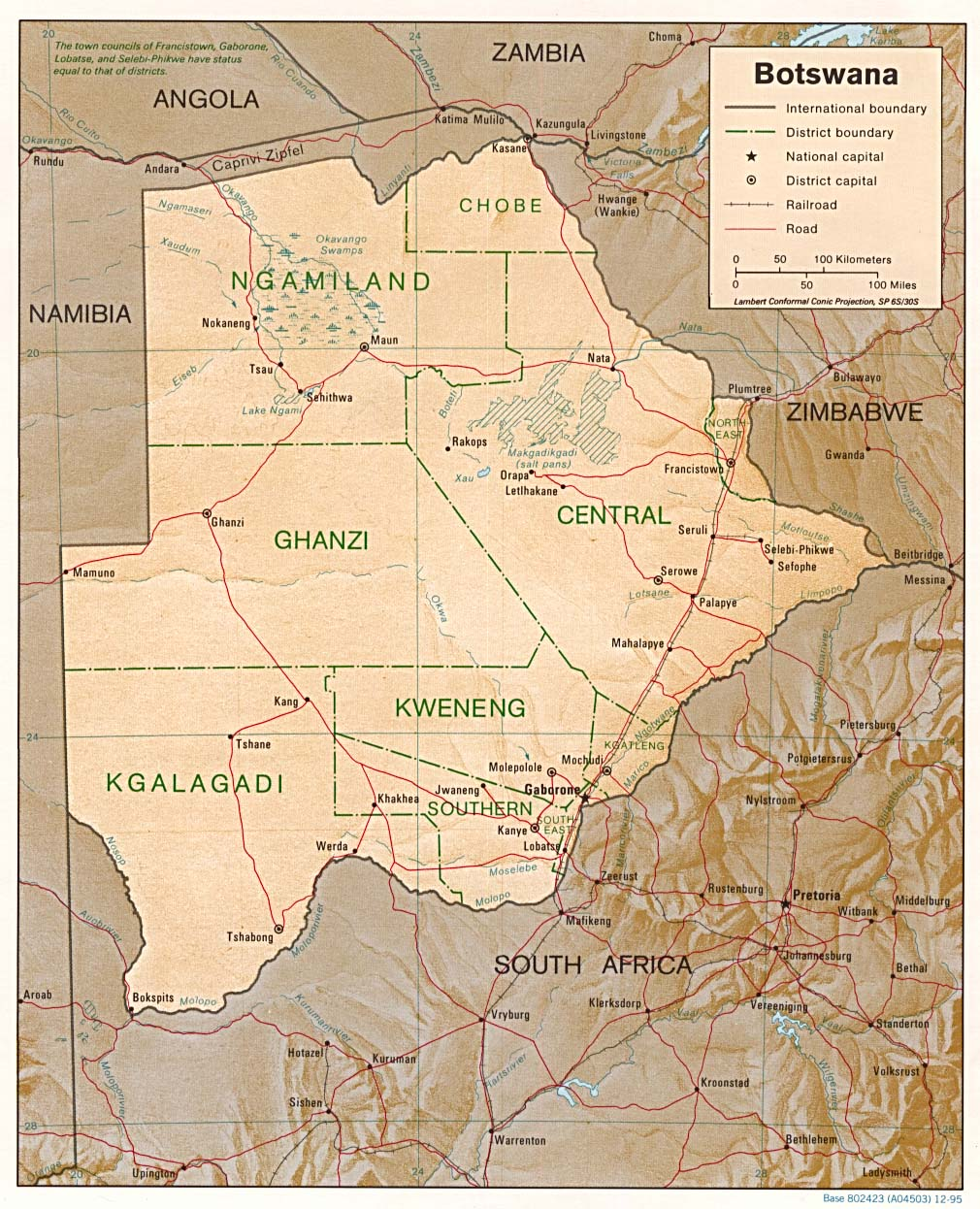
Сучасна Ботсвана. Кордони держави стабілізувалися після здобуття незалежності в 1966 році.

Наприкінці 19-го століття, військове протистояння спалахнуло між жителями племен шона і ндебеле, які мігрували з території пустелі Калахарі.[джерело?] Напруженість у відносинах загострилася також після приходу бурських поселенців з Трансваалю. Після звернення  лідерів племен Ботсвани Хама III, Басоена і Себеле до британського уряду, 31 березня 1885 Бечуаналенд був взятий під британський протекторат. Північні території залишилися під прямим управлінням як протекторат Бечуаналенд і є сьогоднішньою Ботсваною, в той час як південна територія увійшла до складу Капської колонії і тепер є частиною північно-західної провінції сучасної ПАР, більшість сетсваномовного населення сьогодні живе в ПАР. Консесійні землі Таті, що раніше входили до складу королівства Матабеле, управлялися протекторатом Бечуаналенд після 1893, до якого вони були формально анексовані в 1911 році.
Коли у 1910 р. було сформовано Південно-африканський Союз (ПАС), який складався з головних британських колоній в регіоні, протекторат Бечуаналенд, Басутоленд (зараз Лесото) і Свазіленд не були включені в Союз, але було передбачено їх пізніше включення. І хоча наступні уряди ПАС прагнули до передачі цих територій, Британія постійно відкладала цю процедуру і приєднання ніколи не відбулося. Вибори уряду Національної партії в 1948 році, які започаткували апартеїд, та виведення Південної Африки з Британської Співдружності в 1961 році, призвели до того, що будь-яка перспектива включення цих територій до Південної Африки стала неможливою.
Розширення британської центральної влади та еволюція племінного уряду призвели до створення в 1920 році двох консультативних рад, що представляли африканців та європейців. Прокламація в 1934 році врегульовувала племінне правління і його повноваження. Європейсько-африканська консультативна рада була створена в 1951 році, а конституція 1961 року заснувала консультативну законодавчу раду.

## Незалежність Ботсвани
У червні 1966 року Велика Британія прийняла пропозицію встановлення демократичного самоврядування в Ботсвані. Резиденція уряду в 1965 році була перенесена з Мафікенгу в ПАР, до новозаснованого Габороне. Конституція 1965 року передбачала проведення перших загальних виборів та проголошення незалежності 30 вересня 1966 року. Серетсе Хама, лідер руху за незалежність і законний претендент на керівництво плем'ям нгвато, був обраний першим президентом, двічі переобирався і помер в президентському офісі у 1980 році. Президентство перейшло до  віце-президента Кетуміле Масіре, який був обраний президентом офіційно у 1984 році і переобирався у 1989 і 1994 роках. Масіре звільнився з посади у 1998 році. Президентство перейшло до віце-президента, Фестуса Могає, який був офіційно обраний у 1999 році і переобраний в 2004 році. У квітні 2008 року президентом став син першого президента Серетсе Хами, Ян Хама, після того як  Фестус Могає пішов у відставку.

## Народи Ботсвани
Всі громадяни Ботсвани незалежно від кольору шкіри, родоводу або племінної приналежності називаються ботсвана (у множині) або моцвана (в однині). У лінгва-франка групи племен тсвана, як правило, позначаються з префіксом «ба», що означає «народ…».Тому гереро відомі як багереро, кгалагаді як бакгалагаді, і так далі. Вісім основних племен Ботсвани, представлених у палаті вождів, другому законодавчому органі країни.

## Бакаланга

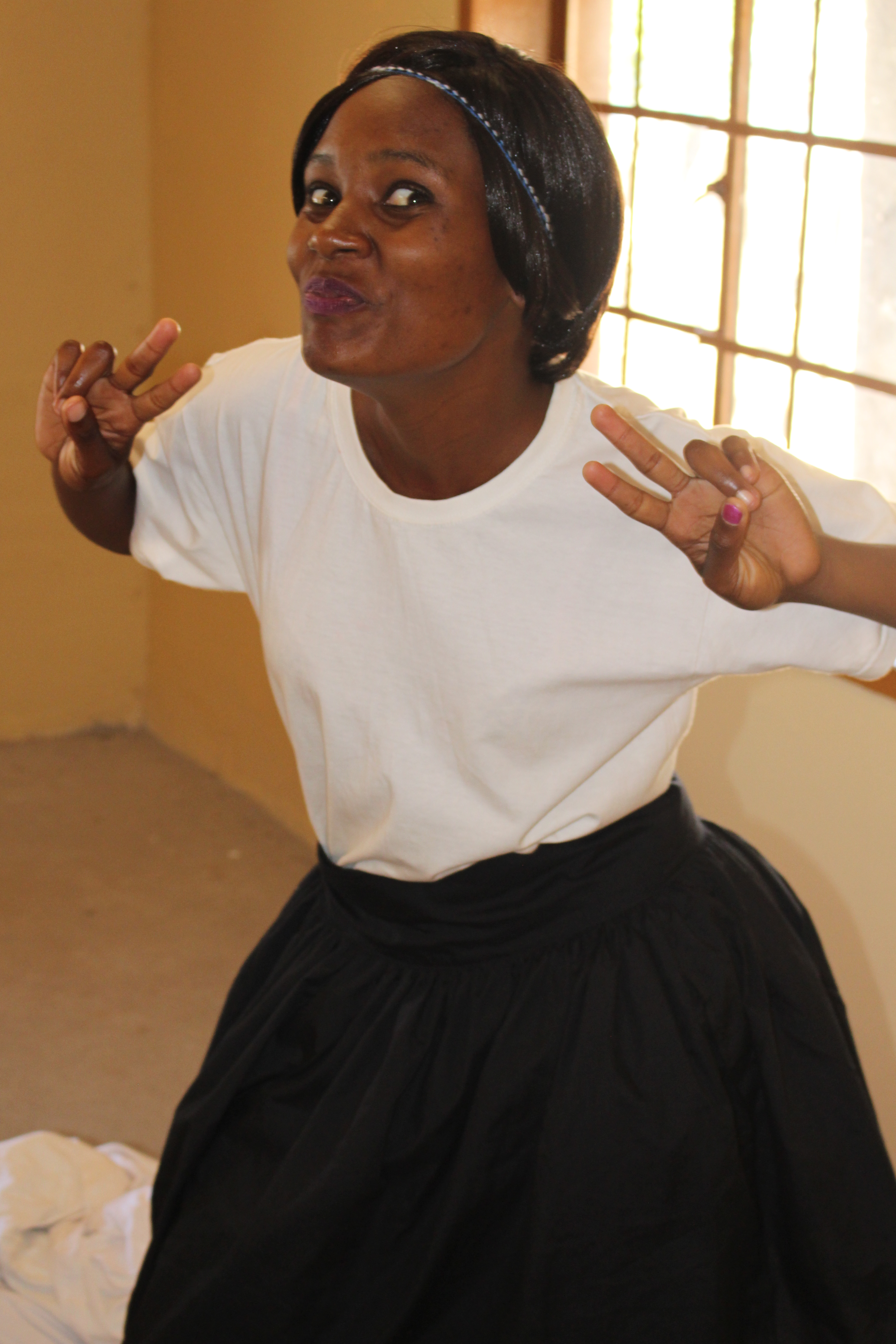
Жінка племені каланга

Другою за величиною етнічною групою Ботсвани є бакаланга, потужна землевласницька група, яка як вважають, походить від культури Розві, відповідальної за заснування великого Зімбабве. У період колоніальних реорганізацій бакаланга були розділені на дві групи і зараз близько 75 % з них живуть у Західному Зімбабве. У Ботсвані вони базуються в основному, хоча і не виключно, навколо Франсистауну.

## Гереро

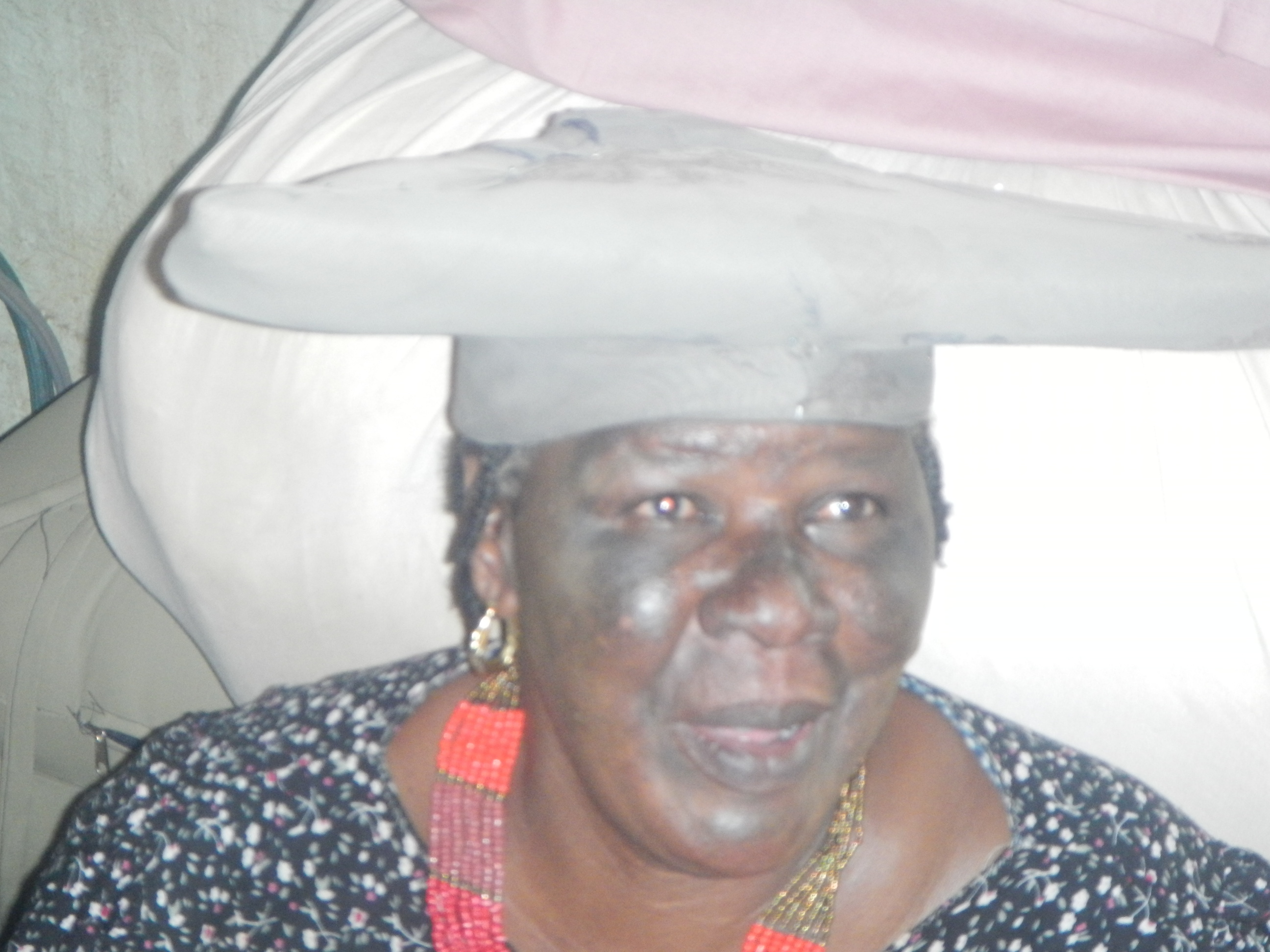
Жінка племені гереро в селі Отеньєне.

Гереро, ймовірно, походять зі Східної чи Центральної Африки і мігрували через річку Окаванго на північному сході Намібії на початку 16 століття. У 1884 році німці оволоділи Південно-Західною Африкою (Намібія) і систематично привласнювали пасовища гереро. Конфлікт між німцями і гереро тривав протягом багатьох років, плем'я було витіснене з Намібії різними методами серед іншого і актами геноциду, залишки племені тікали через кордон до Ботсвани. Біженці оселилися серед племені батавана і спочатку потрапили під їх контроль, але згодом відновили свою незалежність. У ці дні гереро є одними з найбагатших пастухів в Ботсвані.

## Басубія
Басубія, вейей і мбукушу — це річкові народи, розкидані навколо річок Чобе і Ліньянті, а також навколо приток Окаванго. Історія та міграція цих племен це приклад здобуття і втрати влади та впливу в регіоні. Тривалий час Басубія були домінуючою силою, витіснивши вайєй з річки Чобе та Окаванго. Басубія були землеробським племям, і тому стали легкою здобиччю для зростаючої імперії Лоз (територія сучасної Замбії), яка, в свою чергу, розпалася в 1865 році. Вони все ще живуть у районі Чобе.